# L'amico di famiglia (film 2006)
L'amico di famiglia è un film del 2006 scritto e diretto da Paolo Sorrentino.
Fu presentato in concorso al Festival di Cannes nel 2006, ma uscì nelle sale italiane solo nel novembre dello stesso anno, dopo che il regista ebbe cambiato il montaggio di alcune scene e il finale.

## Trama
(Geremia de' Geremei)
Geremia de' Geremei vive a Sabaudia, nell'Agro Pontino, in una modesta abitazione con l'anziana madre, immobilizzata a letto, ed ha una piccola sartoria, di copertura della sua vera attività di usuraio. Geremia è, inoltre, figlio d'arte ed il suo soprannome è "Cuoredoro". E' cinico e spietato nel farsi rispettare e attento, nel suo interesse, ad aiutare solo chi potrà in qualche modo risarcirlo. Accumulare denaro non è la sua unica passione, Geremia ha un debole per i cioccolatini ed un rapporto morboso con il genere femminile. Ad affiancarlo nel suo lavoro, oltre a due fratelli suoi tirapiedi, c'è Gino, il suo fedele informatore veneto con la passione per la musica country, che si veste da cowboy e che vive in un camper, il quale sogna di potersi trasferire un giorno nel Tennessee.
Tra i suoi clienti si fa avanti un padre che non ha i mezzi per concorrere alle spese del matrimonio della figlia. Geremia prende "a cuore" il caso quando vede la promessa sposa, un'impertinente reginetta di bellezza. La ragazza non si cura dei problemi economici, né in realtà ha particolari pretese sulle nozze. Quando, però, capisce il motivo per cui è improvvisamente piombato in casa questo "amico di famiglia" di cui non era a conoscenza, va su tutte le furie. Il padre allora le spiega come le possibilità familiari siano pressoché nulle e che per rendere almeno dignitose le imminenti nozze, si debba sottoporre ad un'ulteriore umiliazione, dopo le tante già subite proprio per poterla crescere nell'agiatezza. Così, la mattina stessa del matrimonio, con la scusa di una riparazione sul vestito, lo strozzino visita la giovane che gli si concede, in cambio di un drastico sconto sul tasso d'usura.
Geremia viene in seguito raggiunto da una proposta molto allettante. Un industriale con problemi di credito, Giulio Montanaro, è in procinto di fare un affare clamoroso ma ha bisogno subito di un milione di euro. Potrebbe restituire addirittura il doppio in tempi brevissimi. Abituato a piccoli prestiti e sempre stragarantiti, "Cuoredoro" finisce sorprendentemente per accettare, nonostante sia stato sconsigliato da Gino e, soprattutto, dalla madre. A fargli fare il passo più lungo della gamba ha contribuito anche lo stato di euforia che segue il nuovo incontro con la giovane novella sposa che, rivista dopo tempo, prima rifiuta le sue avances, poi inaspettatamente gli si offre dichiarandosi innamorata. Fatto l'affare l'avido usuraio apre gli occhi: Gino, i suoi scagnozzi e la ragazza l'hanno raggirato, montando l'intero affare ingaggiando degli attorucoli, ed ora sono scomparsi. Con la morte della madre e la perdita di tutti i suoi averi, Geremia ora è ancora più solo al mondo.

## Colonna sonora
Le musiche originali sono curate da Teho Teardo, distribuite da Edel Italia su etichetta Radio Fandango. Tra i brani non originali sono presenti tracce di Antony and the Johnsons, The Album Leaf, Isan e Lali Puna.
1. Il mio ultimo pensiero
2. Sarà per voi
3. Miss Agropontino
4. Antony and the Johnsons – My Lady Story
5. Inizia così
6. Quando posso dare una mano
7. Opzione macro
8. Lali Puna – System On
9. Geremia fuma a casa
10. Il funerale ha un costo
11. Antony and the Johnsons – Twilight;
12. The Album Leaf – Over the Pond
13. Ma secondo te siamo amici noi?
14. Angeli rumorosi
15. Geremia sparLaurent Garnier – The Man With TheEdward Elgar – Cello concerto in E minor

## Riconoscimenti
- 2006 - Festival di Cannes
  - Nomination Palma d'oro a Paolo Sorrentino
- 2007 - David di Donatello
  - Nomination Miglior attore protagonista a Giacomo Rizzo
  - Nomination Migliore fotografia a Luca Bigazzi
  - Nomination Miglior colonna sonora a Teho Teardo

- 2007 - Nastro d'argento
  - Nomination Migliore soggetto a Paolo Sorrentino
  - Nomination Migliore attore protagonista a Giacomo Rizzo
  - Nomination Migliore attrice protagonista a Laura Chiatti
  - Nomination Miglior fotografia a Luca Bigazzi
  - Nomination Miglior colonna sonora a Teho Teardo

- 2007 - Ciak d'oro
  - Migliore fotografia a Luca Bigazzi[2]
  - Miglior sonoro a Daghi Rondanini e Emanuele Cecere[2]